# いつもそばに
「いつもそばに」は、日本の女性アイドル・倉持明日香の楽曲。楽曲は倉持自身が作詞しており、ハマサキユウジにより作曲されている。倉持が所属している女性アイドルグループ・AKB48からのソロデビューシングルとして、2013年5月29日にavex entertainmentから発売された。
AKB48メンバーのソロデビューは、板野友美・前田敦子・岩佐美咲・渡辺麻友・指原莉乃・松井咲子・河西智美・柏木由紀・高橋みなみに続き、10人目となる。2012年秋季に日本中央競馬会（JRA）主催で開催された『AKB48のガチ馬2 リベンジ』を優勝したことを契機に手に入れた。
楽曲のシングルCDは、TYPE-Aと5種のワンコイン盤（それぞれTYPE-1からTYPE-5までの番号で区別されている）の計6種類がリリースされた。TYPE-AのみDVDが付属している。CDの収録曲はTYPE-Aとワンコイン盤で異なっており、5種のワンコイン盤の収録曲はすべて共通である。特典として、TYPE-Aの初回生産分にはトレーディングカード（全6種のうちランダムで1種）、5種のワンコイン盤には期間限定でCD発売記念レース「ジャケ1GP」（後述）応募用5連単マークシート応募券が封入されている。また、一部の店舗ではCDのみ5形態同時購入特典として「倉持明日香直筆 宛名・サイン・コメント入りポストカード」申込み往復ハガキが封入される。
シングルのジャケットは、6種類それぞれで異なっている。このうち5種のワンコイン盤の撮影は5つの雑誌が担当しており、タイプごとの担当は以下のようになっている。
- TYPE-1: 『ヤングチャンピオン』
- TYPE-2: 『フライデー』
- TYPE-3: 『B.L.T.』
- TYPE-4: 『週刊プレイボーイ』
- TYPE-5: 『ビッグコミックスピリッツ』

CD発売記念レース「ジャケ1GP」は、この5タイプのCDの売り上げを競う競争であり、CD購入者は予想した順位を5連単マークシートに記入して応募することができる。順位を1位から5位まで的中させた人の中から抽選で3組6名が、2013年6月9日に東京競馬場で行われるエプソムカップを倉持明日香と観戦できる。
楽曲のテレビ初披露は、2013年5月18日に放送された『うまズキッ!』（フジテレビ）。
楽曲は、日本中央競馬会 東京優駿「7197頭分の1」篇のCMソングに使用された。

## シングル収録トラック

### Type-A
| #  | タイトル                        | 作詞       | 作曲           | 編曲           | 時間 |
| -- | ------------------------------- | ---------- | -------------- | -------------- | ---- |
| 1. | 「いつもそばに」                | 倉持明日香 | ハマサキユウジ | ハマサキユウジ | 5:48 |
| 2. | 「偶然の味方」                  | 秋元康     | 依光輝久       | 野中“まさ”雄一 | 4:34 |
| 3. | 「向日葵」                      | 秋元康     | 多胡邦夫       | 近田潔人       | 5:17 |
| 4. | 「いつもそばに (Instrumental)」 |            |                |                |      |
| 5. | 「偶然の味方 (Instrumental)」   |            |                |                |      |
| 6. | 「向日葵 (Instrumental)」       |            |                |                |      |

| #  | タイトル                                     | 作詞 | 作曲・編曲 |
| -- | -------------------------------------------- | ---- | ---------- |
| 1. | 「いつもそばに Music Video」                 |      |            |
| 2. | 「Making of Kuramochi Asuka TV-CM Shooting」 |      |            |

### ワンコイン盤
TYPE-1からTYPE-5まですべて収録トラックは同一。
| #  | タイトル                        | 作詞       | 作曲           | 編曲           |
| -- | ------------------------------- | ---------- | -------------- | -------------- |
| 1. | 「いつもそばに」                | 倉持明日香 | ハマサキユウジ | ハマサキユウジ |
| 2. | 「偶然の味方」                  | 秋元康     | 依光輝久       | 野中“まさ”雄一 |
| 3. | 「いつもそばに (Instrumental)」 |            |                |                |
| 4. | 「偶然の味方 (Instrumental)」   |            |                |                |